# 特羅布里奇
特羅布里奇（英語：Trowbridge）是英國英格蘭威爾特郡的一個鎮，也是威爾特郡的郡治，位於巴斯東南8英里（13）處。在18世紀末至19世紀初期，特羅布里奇毛織業十分發達，有「西部曼徹斯特」之稱。2011年人口普查時，特羅布里奇有人口32,304人。

## 友好城市
- 法國 沙朗通勒蓬